# 제187보병연대 (미국)
제187보병연대(187th Infantry Regiment "Rakkasans")은 미국 육군의 보병연대이다.

## 역사
별명인 "락카산"은 낙하산의 일본어 표기에서 유래한 것으로, 제187보병연대가 제2차 세계 대전 이후, 일본에 주둔했을 때 붙여진 이름이다. 지역 주민들에게 자신들을 설명하려고 했던 번역자가 일본어로 공수부대가 무엇인지 몰라 강하병, 또는 낙하산이라고 불렀다. 애매모호한 언어의 사용으로 지역 주민들은 제187보병연대를 낙하산이라는 별칭으로 불렀다.
현재 제101공수사단의 예하 연대인 제187보병연대(당시는 제11공수사단 소속의 제187공수연대)는 한국 전쟁에 참전하였다. 한국 전쟁 70주년을 기념해 미국 국방부가 낸 퀴즈에서, "6·25전쟁에서 활약한 미 육군 공수부대는 어디인가?"의 정답으로도 나왔었는데 당시 제187공수연대는 국군과 유엔군이 북진 중이던 1950년 10월 20일, 북한군 수뇌부 생포와 퇴로 차단 그리고 유엔군 포로 구출을 목적으로 평양 북방 숙천ㆍ 순천에서 공수 작전을 펼쳤다.
6·25전쟁 이후 제11공수사단과 제101공수사단 예하 부대로 소속이 자주 변경되다가 1964년, 제101공수사단 예하 부대로 소속이 변경된 후 현재에 이르고 있다.

## 인식표

고유부대휘장(DUI)
제1대대의 배경 트리밍
제3대대의 배경 트리밍

## 같이 보기
- 제101공수사단